# Peter Diamond
Peter Arthur Diamond (født 29. april 1940) er en amerikansk økonom og professor ved Massachusetts Institute of Technology (MIT). Han modtog Nobelprisen i økonomi sammen med Dale Mortensen og Christopher Pissarides i 2010 for deres "analyse af arbejdsmarkeder med søgefriktioner".
Han er kendt for sine analyser af det amerikanske system af offentlige overførselsindkomster og sine teoretiske bidrag inden for makroøkonomi, skattepolitik og teorien om arbejdsmarkedets funktionsmåde, specielt søgeledighed. I USA er han også offentligt kendt for tre gange i 2010-11 at have været foreslået af præsident Barack Obama som nyt medlem af den amerikanske centralbank Federal Reserves bestyrelse, men hver gang blive nedstemt af republikanerne i Senatets banking committee.

## Baggrund
Peter Diamond blev født i New York City. Hans bedsteforældre var alle indvandret til USA omkring starten af det tyvende århundrede. Hans mors forældre kom fra Polen, hans farmor fra Rusland og farfaderen fra Rumænien. Peter startede sit skoleliv i bydelen Bronx. I sin selvbiografiske beretning skrevet til Nobelstiftelsen i anledning af Nobelprisen har han i øvrigt givet en levende beretning af sit liv, sin akademiske karriere og drivkrafterne i den.
Han tog en bachelor-grad i matematik fra Yale University i 1960 og en Ph.D.-grad fra MIT i 1963. Siden blev han ansat ved University of California, Berkeley i 1964, men vendte i 1966 tilbage som lektor på MIT, hvor han har været ansat uafbrudt lige siden. I 1970 blev han professor og i 1997 institute professor, en særlig hæderfuld stillingsbetegnelse, der er særegen for Massachusetts Institute of Technology, og som gives til særligt udvalgte professorer for deres ekstraordinære forskningsindsats.
I perioden april 2010-juni 2011 nominerede præsident Obama ham i alt tre gange til et sæde i den amerikanske centralbanks bestyrelse, men hans udnævnelse blev hver gang blokeret af republikanere i det amerikanske senat. Affæren endte med, at Diamond trak sit kandidatur tilbage ved at skrive en avisartikel i New York Times, hvor han samtidig skarpt kritiserede hele den måde, udnævnelsesprocessen foregik på, og at partipolitisk strategi og polarisering var vigtigere i processen end saglige hensyn om at få den bedst mulige ekspertise ind i bankens ledelse.

## Forskning
Peter Diamond har offentliggjort mange videnskabelige artikler og arbejder i tidens løb, men tre af de berømteste er de følgende:

### Diamonds overlappende generationsmodel
I 1965 offentliggjorde Diamond en teoretisk makroøkonomisk model med såkaldt overlappende generationer, dvs. hvor befolkningen opdeles i generationer af unge og gamle, der afløser hinanden. En sådan model giver en særlig dynamik for arbejde og opsparing hen over livets cyklus og kan belyse vigtige spørgsmål om bl.a. formueopbygning og gældsætning på nationalt plan. Diamonds overlappende generationsmodel er siden blevet en af de helt grundlæggende arbejdsheste inden for makroøkonomi ved siden af den simplere Ramsey-model, der opererer med én "repræsentativ agent" og altså ikke tager hensyn til, at befolkningen er opdelt i forskellige aldersgrupper med forskellig restlevetid og økonomiske udsigter.

### Diamond-Mirrless' produktionsefficiens-teorem
Sammen med Nobelpristageren James Mirrlees offentliggjorde Peter Diamond i 1971 en banebrydende artikel, hvor de påviste deres teorem om produktionsefficiens. Kort fortalt siger det, at en stat, der er nødt til at opkræve forvridende afgifter for at finansiere sine udgifter, hellere bør lægge afgifterne på det endelige forbrug af varer end på virksomhedernes forbrug af råvarer (input) i produktionen: Det er af central betydning at bevare efficiens i produktionen, også selvom det sker på bekostning af efficiens i forbrugsleddet.

### Søgeteori og matching på arbejdsmarkedet
Diamond har som en af de første offentliggjort videnskabelige artikler, der eksplicit modellerer den søgeproces, der er karakteristisk for virksomheders søgning efter nye medarbejdere og omvendt lønmodtageres søgning efter en attraktiv arbejdsplads. Problemet er, at begge sider har ufuldstændig information til rådighed, hvilket gør det svært at træffe et hurtigt og godt valg. Sådanne søgefriktioner fører til en tilstand med konstant arbejdsløshed. Søgefriktioner af denne type er dermed en af hovedforklaringerne på, hvorfor der er en positiv strukturel ledighed i stort set alle moderne markedsøkonomier.